# 乌索德
乌索德，是匈牙利南部巴奇-基什孔州所辖的一个村，总面积24.46平方公里，总人口1114，人口密度46人/平方公里（2002年）。地理坐标为46°34′N 18°55′E。